# Inostemma dirrhope
Inostemma dirrhope är en stekelart som beskrevs av Mikhail Vasilievich Kozlov 1974. Inostemma dirrhope ingår i släktet Inostemma och familjen gallmyggesteklar. Inga underarter finns listade i Catalogue of Life.